# 道の駅田野
道の駅田野（みちのえき たの）は、宮崎県宮崎市田野町甲（倉谷）にある宮崎県道28号日南高岡線の道の駅である。

## 施設
- 駐車場
  - 普通車：41台
  - 大型車：2台
  - 身障者用：4台
- トイレ
  - 男：4器
  - 女：3器
  - 身障者用：1器

## 閉店のお知らせ
- 2025年3月23日を持ちまして物販施設は閉店致しました。

```
トイレと駐車場は利用可。　
```

## アクセス
- 宮崎県道28号日南高岡線 - 登録路線

## 周辺
- 宮崎自動車道 田野IC